# Yoo Yeon-seung
Đây là một tên người Triều Tiên, họ là Yoo.
Yoo Yeon-seung (tiếng Hàn: 유연승; sinh ngày 21 tháng 12 năm 1991) là một cầu thủ bóng đá Hàn Quốc thi đấu ở vị trí tiền vệ cho Ansan Greeners ở K League 2.

## Sự nghiệp
Yoo được lựa chọn bởi Daejeon Citizen tại đợt tuyển quân K League 2014.